# Classement général
 (janvier 2024).
Si vous disposez d'ouvrages ou d'articles de référence ou si vous connaissez des sites web de qualité traitant du thème abordé ici, merci de compléter l'article en donnant les références utiles à sa vérifiabilité et en les liant à la section « Notes et références ».

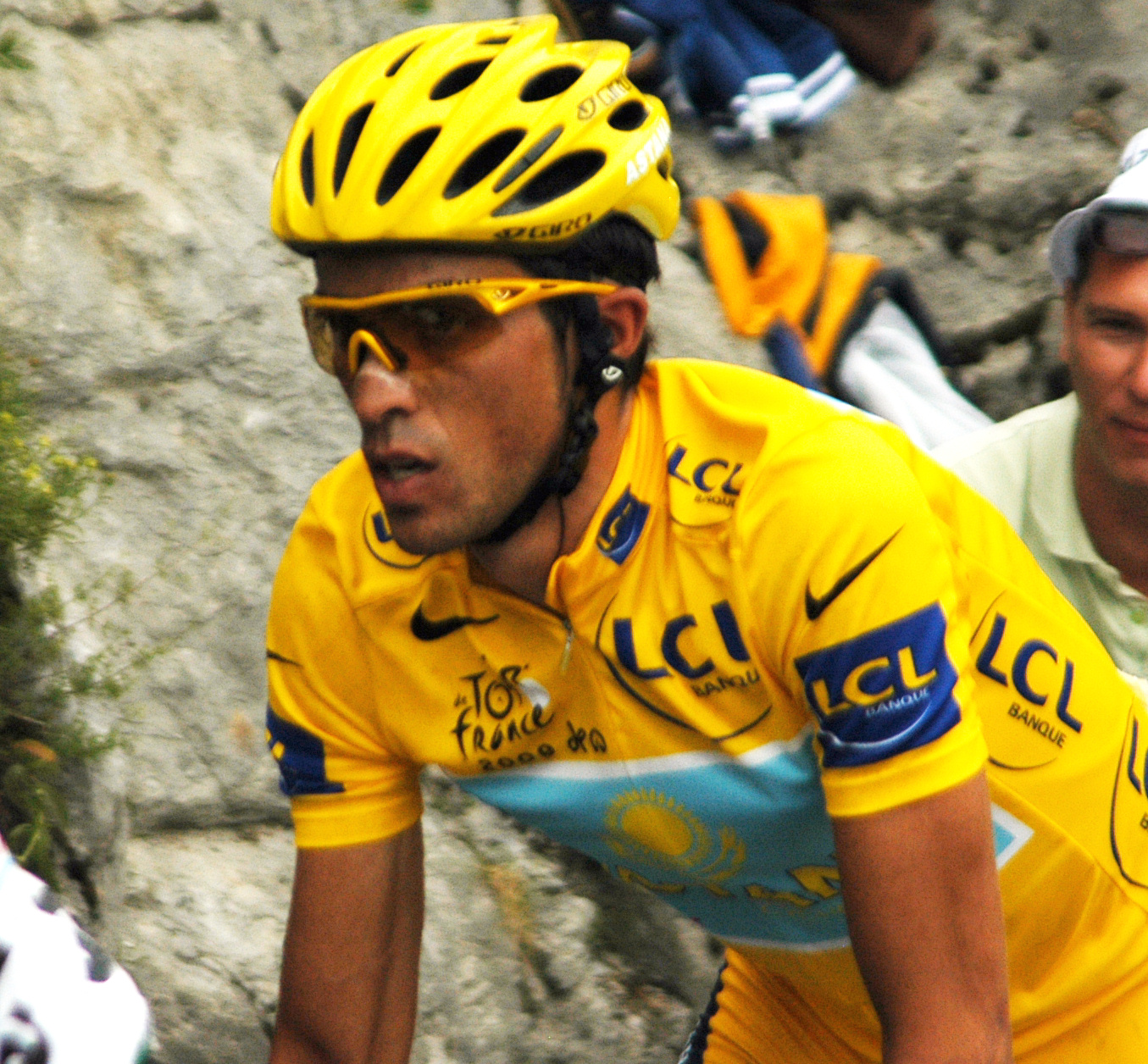
Alberto Contador porteur du maillot jaune du premier au classement général du Tour de France 2009 lors de la 17e étape.

Lors de compétitions de cyclisme, le classement général  est la catégorie qui permet de suivre, pour une course qui se déroule sur plusieurs étapes, le cycliste qui a passé le moins de temps sur son vélo. Chaque étape possède son vainqueur, mais le vainqueur du classement général est le coureur qui a le meilleur temps lorsque l'on additionne les temps de chaque étape.
Les coureurs qui terminent dans le même groupe reçoivent le même temps, avec possibilité de soustractions dues aux bonifications[Quoi ?]. Deux coureurs sont donnés dans le même temps, lorsque l'écart entre eux est inférieur à une longueur de vélo. Un accident dans les trois derniers kilomètres d'une étape signifie que tous les coureurs présents dans le même groupe dans le dernier kilomètre sont classés ensemble. Cette règle ne s'applique pas lors des étapes terminées par une montée : dans ce cas, les coureurs impliqués dans un accident dans les trois derniers kilomètres doivent encore terminer l'étape et ils reçoivent leur temps de leur passage sur la ligne d'arrivée.
Il est donc possible de gagner un classement général sans même gagner une seule étape.
Dans de nombreuses courses cyclistes, le leader du classement général possède un maillot qui le différencie des autres coureurs. Dans le Tour de France c'est le maillot jaune, et pour le Tour d'Italie, c'est le maillot rose (en italien maglia rosa).
En anglais, on utilise General classification ou GC (traduction littérale du français), les termes équivalents en italien sont Classifica generale et pour les Néerlandais Algemeen klassement.
On peut citer Jacques Anquetil, Eddy Merckx, Bernard Hinault et Miguel Indurain, tous célèbres pour avoir remporté le classement général du Tour de France.